# Ащысу (приток Нуры)
Ащысу — река в Казахстане, протекает по территории Бухар-Жырауского района Карагандинской области. Правый приток Нуры.

## География
Берёт начало из родника на высоте 700 м над уровнем моря в 11 км к юго-востоку от села Семизбуга. Течёт на юго-запад. Впадает в Нуру северо-восточнее села Ащису. Высота устья — 556,8 м над уровнем моря. Длина реки составляет 85 км, общая длина речной сети бассейна — 405 км, площадь водосборного бассейна — 2080 км². Замерзает в ноябре, вскрывается в середине апреля. Питаение преимущественно снеговое, в устье также за счёт грунтовых вод. Вода в верховьях пресная, в нижнем течении — горько-солёная. Обитают карась, линь, щука, окунь, язь. Вода используется для орошения и водопоя.